# Zoey's Extraordinary Playlist
Zoey's Extraordinary Playlist je americký hudební komediálně-dramatický televizní seriál stanice NBC, jehož pilotní díl měl premiéru 7. ledna 2020. Tvůrcem seriálu je Austin Winsberg, který vycházel z vlastních zkušeností se smrtí otce. V červnu 2020 byla seriálu objednána třináctidílná druhá série, která bude mít premiéru 5. ledna 2021.

## Příběh
Programátorka Zoey Clarke je po nehodě schopná vnímat vnitřní hlasy prostřednictvím zpěvu a tanečních čísel. Spolu s tím, jak se snaží přijít na kloub své nové schopnosti, vyrovnává se s otcovou smrtelnou chorobou, což jí nová síla značně ulehčuje, naopak fungování pracovních a milostných vztahů se nadmíru komplikuje.

## Obsazení

### Hlavní
- Jane Levy jako Zoey Clarke
- Skylar Astin jako Max Richmond, spolupracovník a kamarád Zoey
- Alex Newell jako Mo, DJ a soused Zoey
- John Clarence Stewart jako Simon, spolupracovník Zoey
- Peter Gallagher jako Mitch Clarke, otec Zoey
- Mary Steenburgen jako Maggie Clarke, matka Zoey
- Lauren Graham jako Joan, šéfka Zoey v SPRQ Point.

### Vedlejší role
- Michael Thomas Grant jako Leif Donnelly, spolupracovník Zoey
- Kapil Talwalkar jako Tobin Batra, spolupracovník Zoey a Leifův nejlepší přítel.
- Andrew Leeds jako David Clarke, starší bratr Zoey
- Stephanie Styles jako Autumn, baristka, která na popud Zoey začne chodit s Maxem
- Alice Lee jako Emily, Davidova manželka
- India de Beaufort jako Jessica, Simonova snoubenka
- Patrick Ortiz jako Eddie, přítel Mo
- Zak Orth jako Howie, Mitchův ošetřovatel

### Hostující
- Justin Kirk jako Charlie, Joanin manžel
- Noah Weisberg jako Danny Michael Davis, majitel SPRQ Point
- Renée Elise Goldsberry jako Ava Price, Joanina konkurentka ve SPRQ Point z šestého patra
- Sandra Mae Frank jako Abigail, Howieho hluchá dcera
- Bernadette Peters jako Deb

## Přehled řad
| Řada | Díly | Premiéra v USA | Premiéra v USA |
| Řada | Díly | První díl      | Poslední díl   |
| ---- | ---- | -------------- | -------------- |
| 1    | 12   | 7. ledna 2020  | 3. května 2020 |
| 2    | 13   | 5. ledna 2021  | bude oznámeno  |

## Seznam dílů

### První řada (2020)
| Č. v seriálu | Č. v řadě | Původní název                    | Režie                          | Scénář                                           | Premiéra v USA  |
| ------------ | --------- | -------------------------------- | ------------------------------ | ------------------------------------------------ | --------------- |
| 1            | 1         | Pilot                            | Richard Shepard                | Austin Winsberg                                  | 7. ledna 2020   |
| 2            | 2         | Zoey's Extraordinary Best Friend | Adam Davidson                  | Austin Winsberg                                  | 16. února 2020  |
| 3            | 3         | Zoey's Extraordinary Boss        | Daisy von Scherler Mayer       | Sam Laybourne                                    | 23. února 2020  |
| 4            | 4         | Zoey's Extraordinary Neighbor    | Adam Davidson                  | Gretchen J. Berg a Aaron Harberts                | 1. března 2020  |
| 5            | 5         | Zoey's Extraordinary Failure     | Darnell Martin                 | Jack Kenny a Austin Winsberg                     | 8. března 2020  |
| 6            | 6         | Zoey's Extraordinary Night Out   | Rose Troche                    | Lindsey Rosin                                    | 15. března 2020 |
| 7            | 7         | Zoey's Extraordinary Confession  | Richie Keen                    | Davah Avena                                      | 22. března 2020 |
| 8            | 8         | Zoey's Extraordinary Glitch      | Jon Turteltaub                 | Samantha McIntyre                                | 29. března 2018 |
| 9            | 9         | Zoey's Extraordinary Silence     | Charles Stone III              | Matthew Irving Epstein                           | 5. dubna 2018   |
| 10           | 10        | Zoey's Extraordinary Outburst    | Tristram Shapeero              | Adam Armus                                       | 19. dubna 2018  |
| 11           | 11        | Zoey's Extraordinary Mother      | Adam Davidson                  | Gretchen J. Berg, Aaron Harberts a Sam Laybourne | 26. dubna 2018  |
| 12           | 12        | Zoey's Extraordinary Dad         | Jon Turteltaub a Adam Davidson | Austin Winsberg                                  | 3. května 2018  |

### Druhá řada (2021)
| Č. v seriálu | Č. v řadě | Původní název               | Režie         | Scénář        | Premiéra v USA |
| ------------ | --------- | --------------------------- | ------------- | ------------- | -------------- |
| 13           | 1         | Zoey's Extraordinary Return | bude oznámeno | bude oznámeno | 5. ledna 2021  |